# Calle Allenby

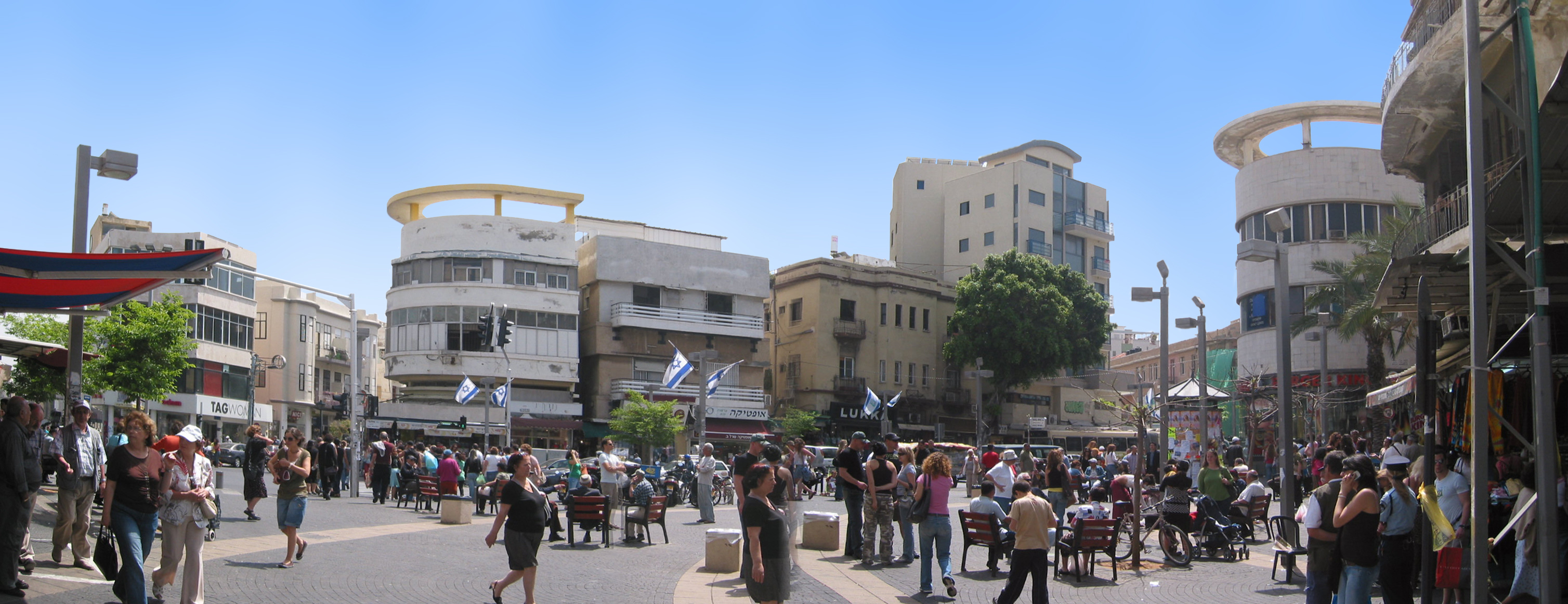
Plaza Magen David

La calle Allenby (en hebreo: רחוב אלנבי‎, Rehov Allenby) es una importante calle del centro de la ciudad de Tel Aviv, Israel. Fue nombrada en honor del mariscal de campo, vizconde Edmund Allenby.
La calle Allenby se extiende desde la plaza HaKneset, cerca del mar Mediterráneo, en el noroeste, hasta la plaza HaMoshavot en la calle HaAliya, en el sureste. Fue la primera calle pavimentada con hormigón en 1914. Durante el día, es una calle comercial con muchos pequeños negocios y tiendas de ropa. Por la noche se convierte en un centro de vida nocturna, conocida por sus librerías, cafés, pubs y restaurantes. Muchas líneas de autobuses públicos funcionan a lo largo de la calle Allenby.

## Monumento histórico

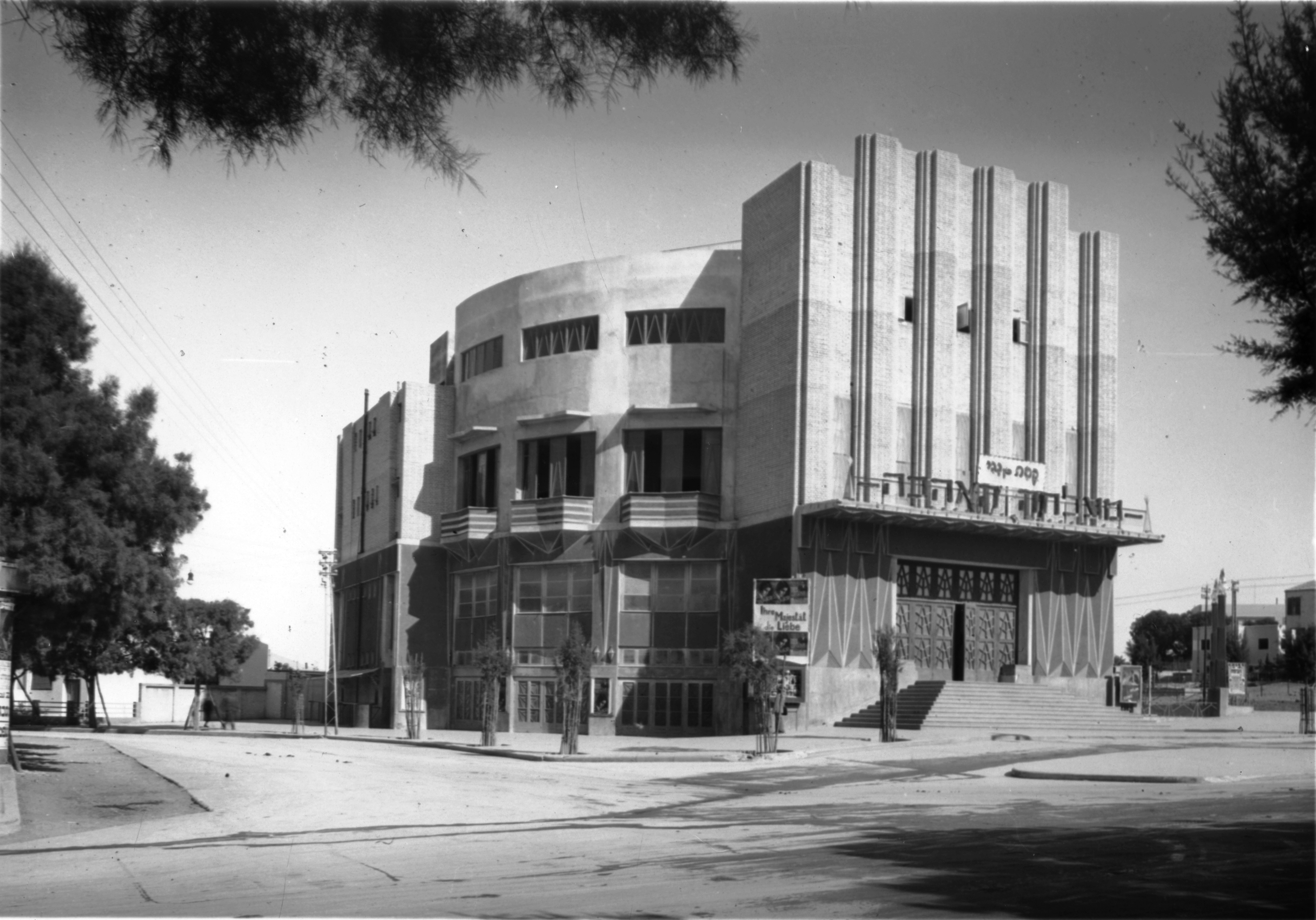
Fotografía histórica del teatro Mugrabi

El edificio conocido como Lederberg House, construido en el año 1925 en la intersección de Bulevar Rothschild con la Calle Allenby, cuenta con una serie de murales de cerámica de gran tamaño diseñados por Ze'ev Raban, un miembro de la Academia Bezalel de Arte y Diseño; los cuatro murales muestran a un pionero judío arando y cosechando los campos, a un pastor y a la ciudad de Jerusalén, con un verso de Jeremías 31:4, "De nuevo te edificaré, y serás reedificada"."